# Can't Stand Losing You
Can't Stand Losing You è il secondo singolo estratto da Outlandos d'Amour, primo album del gruppo musicale britannico The Police.

## Il disco
Il singolo originale fu bandito dalla BBC a causa della copertina, sulla quale era visibile una persona ripresa di spalle (Stewart Copeland) appesa ad un cappio, in piedi su un grande cubo di ghiaccio in attesa del suo scioglimento. In alcuni paesi fu utilizzata una copertina alternativa.
Sting ebbe occasione di dire in un'intervista al magazine Revolver nel 2000:
(Sting)
La traccia strumentale Reggatta de Blanc dall'album omonimo fu originata da un assolo di una versione dal vivo di Can't Stand Losing You, e sarà poi inclusa nell'album per allungare il tempo totale del disco, altrimenti troppo corto. Quella traccia vincerà poi un Grammy Award nel 1981 come Miglior performance rock strumentale.
Il video ritrae la band che suona in uno spazio abbastanza stretto con luci di colore verde. Sting indossa un paio di occhiali molto grossi, citazione al fatto che quando eseguirono per la prima volta questo brano, Sting ebbe un incidente: gli esplose una bomboletta di lacca in faccia, per fortuna riuscirono a sistemargli gli occhi ma durante l'esibizione dovette indossare un paio di occhiali da sole. Summers e Copeland oltre a suonare vengono inquadrati anche mentre cantano i cori del brano.
Il gruppo ha eseguito questa canzone al Giants Stadium di New York, il 7 luglio 2007, in occasione del Live Earth.

## Tracce
1. Can't Stand Losing You – 2:58
2. Dead End Job – 3:30

## Formazione
- Sting - voce e basso
- Andy Summers - chitarra elettrica
- Stewart Copeland - batteria, percussioni

## Classifiche
| Classifica (1979) | Posizione massima |
| ----------------- | ----------------- |
| Belgio (Fiandre)  | 15                |
| Irlanda           | 7                 |
| Nuova Zelanda     | 48                |
| Paesi Bassi       | 10                |
| Regno Unito       | 2                 |